# Pearl White

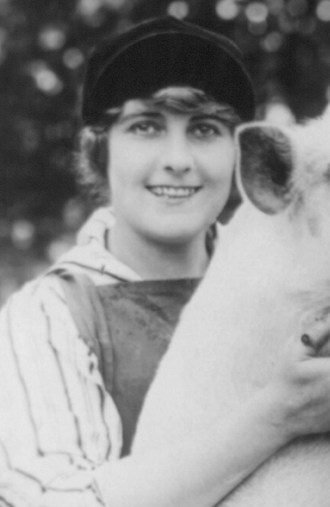
Pearl White, um 1916

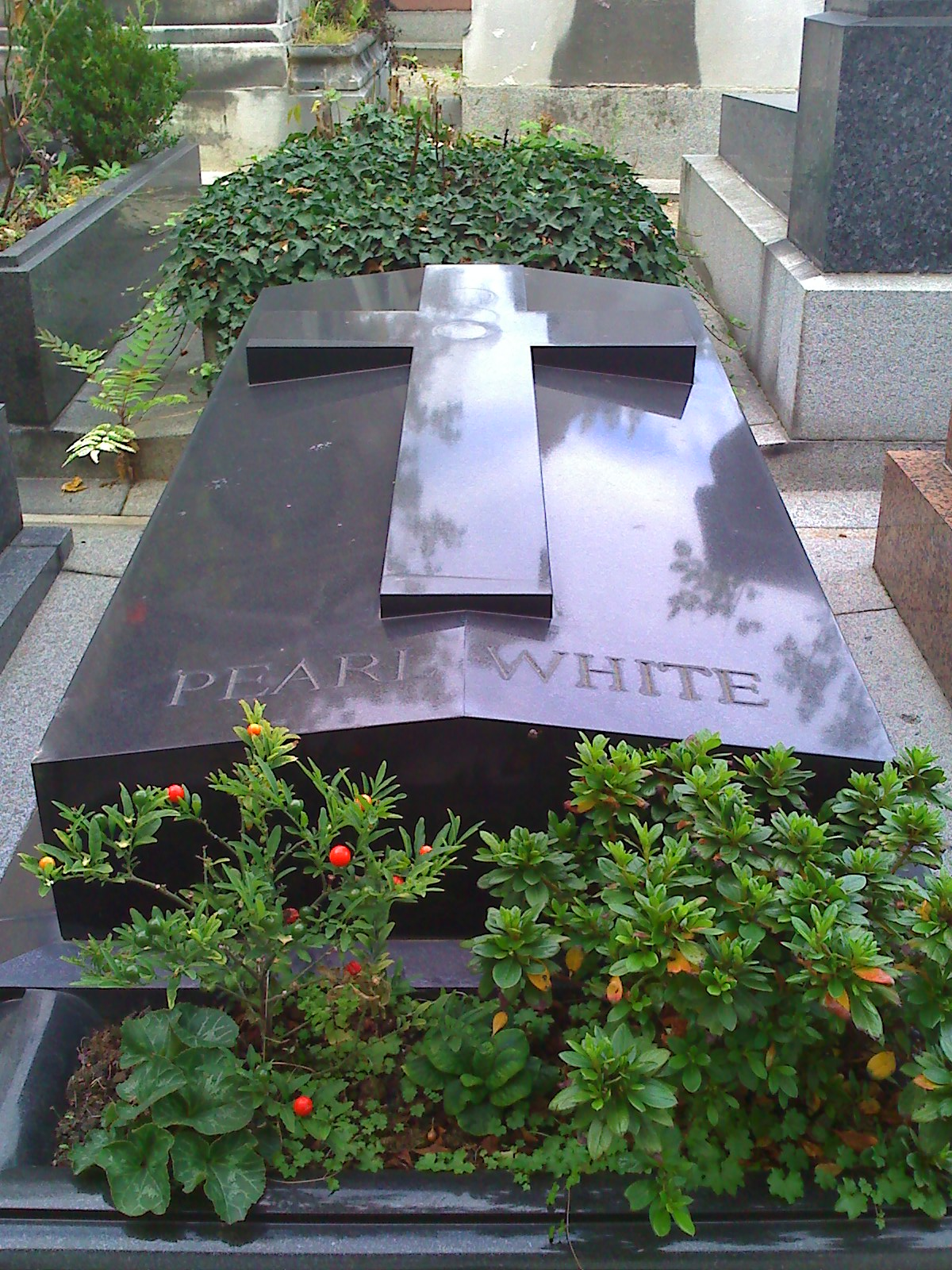
Das Grab von Pearl White in Passy

Pearl Fay White (* 4. März 1889 in Green Ridge, Missouri; † 4. August 1938 in Neuilly-sur-Seine, Île-de-France) war eine US-amerikanische Stummfilmschauspielerin. Sie war eine der ersten Frauen im Actionfilmgenre.

## Leben
Pearl White wuchs in Springfield, Missouri, auf und war seit ihrer Schulzeit in einer örtlichen Theatergruppe engagiert. Als sie später vollbeschäftigt als Schauspielerin arbeitete, tourte sie mit der Trousedale Stock Company durch den mittleren Westen Amerikas. 1907 heiratete sie einen Schauspielkollegen, sie trennten sich aber bereits nach kurzer Zeit wieder.
Im Jahr 1910 bekam Pearl White das Angebot, in The Girl From Arizona, dem ersten Film der Pathé Frères in ihrem amerikanischen Filmstudio in Bound Brook, New Jersey, mitzuspielen. Sie arbeitete danach für Lubin Manufacturing Company und verschiedene andere unabhängige Filmgesellschaften, bis sie Auftritte in einer Reihe von Kurzfilmen der Crystal Film Company in Manhattan bekam.
Als sie einen gewissen Bekanntheitsgrad erreicht hatte, bot ihr Louis J. Gasnier (1875–1963), der Direktor von Pathé in den USA, die Hauptrolle in The Perils of Pauline (1914) an, einem Film nach einem Stück von Charles W. Goddard (1879–1951). The Perils of Pauline bestand aus insgesamt 20 actiongeladenen Episoden und wurde ein Kassenerfolg. Pearl White verdiente daraufhin bald 3000 US-Dollar (84.000 Euro) pro Woche. Der Nachfolger The Exploits of Elaine wurde ein noch größerer Erfolg für die neue Actionheldin White. Sie drehte vier weitere Serials ähnlichen Charakters, wobei sie bei den Dreharbeiten zahlreiche Verletzungen erlitt, da sie die meisten ihrer Stunts selbst machte.
Pearl White war mit ihrer Filmarbeit bis 1919 zu beträchtlichem Reichtum gelangt. Sie heiratete den ebenfalls in die Filmbranche eingestiegenen Weltkriegsveteranen Wallace McCutcheon jr. (1880–1928). Die Ehe dauerte jedoch nur zwei Jahre. 1923 drehte sie ihren letzten Film in den Vereinigten Staaten.
Danach ging sie nach Frankreich, wo sie auch auf der Bühne (Montmartre) auftrat. Sie investierte in einen erfolgreichen Pariser Nachtklub, ein Hotel und Kasino in Biarritz sowie in Rennpferde. Sie lebte im exklusiven Pariser Vorort Passy und besaß eine Villa in Rambouillet.
Aufgrund ihres stetig zunehmenden Alkoholmissbrauchs wegen Schmerzen durch Verletzungen, die sie bei ihren Stunts erlitt, hatte sie in den 1930er Jahren mehrere Krankenhausaufenthalte. Sie starb an Leberzirrhose in einem amerikanischen Krankenhaus in Neuilly. Sie liegt auf dem Friedhof Passy begraben.
Pearl White drehte ausschließlich in Filmstudios an der Ostküste. Ihr Film The Exploits of Elaine wurde 1994 in das US-amerikanische National Film Registry aufgenommen. Ein Stern auf dem Hollywood Walk of Fame würdigt ihren Beitrag zur Filmindustrie. Der Film Pauline, laß das Küssen sein (1947) beruht lose auf ihrem Leben; sie wurde dabei von Betty Hutton verkörpert.

## Filmografie
- 1910: The Woman Hater
- 1914: The Perils of Pauline
- 1914: The Exploits of Elaine
- 1915: The New Exploits of Elaine
- 1915: The Romance of Elaine
- 1916: The Iron Claw
- 1916: Pearl of the Army
- 1917: The Fatal Ring
- 1918: Das Haus des Schreckens (The House of Hate)
- 1919: The Lightning Raider
- 1920: The Thief
- 1923: Plunder
- 1924: Perils of Paris